# Club Deportivo Nacional
Il Club Deportivo Nacional, meglio conosciuto come Nacional, è una squadra messicana di calcio con sede a Guadalajara (Jalisco). 

## Storia
Il club venne fondato il 31 maggio 1917 da alcuni giovani dipendenti delle Ferrocarriles Nacionales de México, da cui trassero il nome per il loro club. 
Disputò nei suoi primi anni di esistenza i campionati statali di Jalisco, distinguendosi per il suo prolifico settore giovanile.
A partire dalla stagione 1956-1957 il club ha avuto accesso alla serie cadetta messicana.
Ha avuto accesso alla massima serie messicana dopo la vittoria della Segunda División 1960-1961, sotto la guida dell'allenatore Javier Novello , disputando la sua prima stagione nel 1961-1962, chiusa sotto la guida dell'ungherese Árpád Fekete al decimo posto finale.  L'anno seguente ottenne un sesto posto, mentre nel campionato 1963-1964 si salvò dopo aver vinto il "girone di selezione". La retrocessione arrivò però al termine della Primera División 1964-1965, chiusa al sedicesimo posto finale.
Sfiorò il ritorno in massima serie nella stagione 1970, quando giunse al terzo posto nel gironcino promozione.
Il club non riuscì più ad accedere alla massima serie, rimanendo relegato alle serie inferiori e regionali.

## Palmarès

### Competizioni nazionali
- Segunda División: 1

1960-1961